# E.ON Ruhrgas
E.ON Ruhrgas AG (Ruhrgas) (произносится Эон Рургас) — немецкая компания, крупнейший в стране дистрибьютор природного газа. Штаб-квартира компании расположена в Эссене.

## Собственники и руководство
Владелец E.ON Ruhrgas — германская энергетическая компания E.ON (100 %).
Председатель правления — Клаус Шефер.

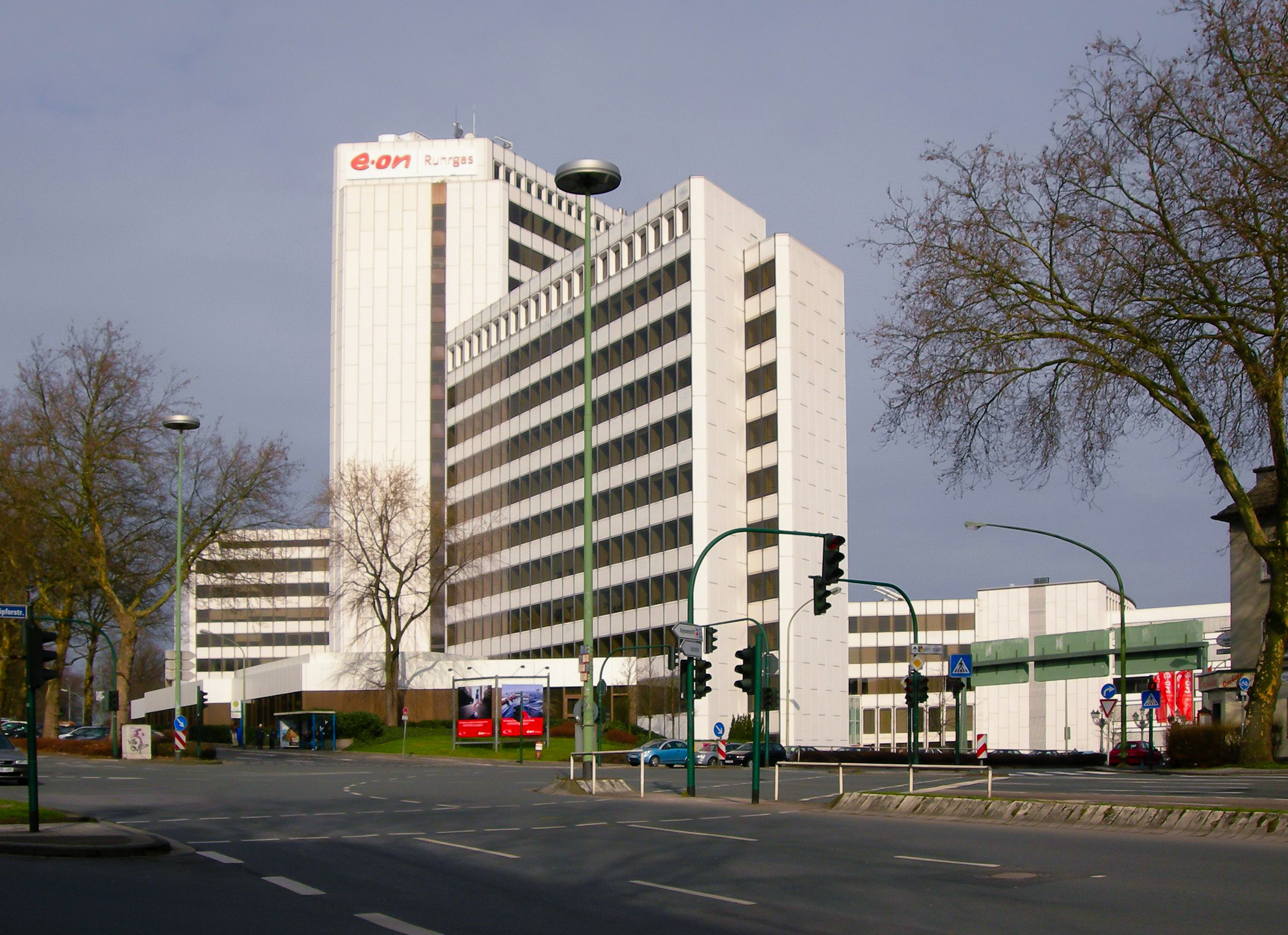
Штаб-квартира компании в Эссене

## Деятельность
Газопроводная система компании Ruhrgas на февраль 2008 года насчитывала 11 405 км, компании принадлежало 11 подземных газохранилищ объёмом 5,3 млрд м³, 28 компрессорных станций. E.ON Ruhrgas является важным покупателем российского природного газа у «Газпрома».
Сбыт газа в 2006 году составил 61,7 млрд м³ (709,7 млрд кВт·ч). Выручка компании за этот период — 24,987 млрд евро, чистая прибыль — 1,15 млрд евро.